# Католицька церква в Нідерландах
Като́лицька це́рква в Нідерла́ндах — друга християнська конфесія Нідерландів. Складник всесвітньої Католицької церкви, яку очолює на Землі римський папа. Керується конференцією єпископів. Станом на 2004 рік у країні нараховувалося близько 5 042 000 католиків (31,28% від усього населення). Існувало 8 дієцезій, які об'єднували 1520 церковних парафій.  Кількість  священиків — 3418 (з них представників секулярного духовенства — 1387, членів чернечих організацій — 2031), постійних дияконів — 310, монахів — 3383, монахинь — 9128.
Регулярно відвідували богослужіння близько 200 000 чоловік, 1,2 % від населення країни. Переважна більшість католиків країни — латинського обряду. Історично католицьке населення переважає в центрі й на півдні країни, особливо поблизу кордону з Бельгією.

## Історія
Першим християнським єпископом, який діяв у Нідерландах, був Серватій Маастрихтський (середина IV століття), зарахований Католицькою церквою до лику святих. Систематична місіонерська діяльність на території сучасних Нідерландів почалася в кінці VII — початку VIII століття. Найпомітнішими християнськими проповідниками того періоду були єпископ Утрехта Вілліброрд, свв. Евальд і Евальд, Майнцький архієпископ Боніфацій. До початку IX століття Нідерланди були повністю християнізовані, Утрехтська катедра в цей же період піднялася до статусу провідної в країні.
У XII—XIII століттях у Нідерландах збільшилася кількість монастирів. Григоріанська реформа сприяла реформуванню бенедиктинських абатств, крім того з'явилися громади нових чернечих орденів — премонстрантів, цистерцианців та інших. У Нідерландах активно діяли громади бегінок і бегардів.
Після Реформації нідерландські католики були обмежені в правах, а їхня діяльність головним чином проходила в південних провінціях, де вони становили більшість. У 80-х роках XVI століття католицизм був фактично заборонений в Республіці об'єднаних провінцій — католицьке богослужіння дозволялося лише в приватних будинках, католики були виключені зі всіх політичних й адміністративних структур держави, а також з торгових гільдій. Після цього Об'єднані провінції були оголошені Святим Престолом місіонерською територією з канонічною приналежністю до Конгрегації у пропаганді віри. Ця місіонерська структура отримала назву «Голландська місія» і управлялася апостольським вікарієм.
Ординарні католицькі структури були знову відновлені в країні тільки в 1853 році, що стало можливим після прийняття 1848 року у Нідерландах нової Конституції, яка гарантувала свободу діяльності будь-яких релігійних організацій.
У другій половині XIX і на початку XX століття нідерландські католики становили особливий шар суспільства, зі своїми школами, телевізійними програмами, радіомовленням і політичними партіями. Період між 1860 і 1960 роками став часом розквіту нідерландського католицизму. 1923 року був заснований Католицький університет в Неймегені, в цей же період було побудовано декілька сотень католицьких храмів. Католик Рейс де Беренбраук навіть обіймав пост прем'єр-міністра країни в 1918—1925 і 1929—1933 роках.
У роки Другої світової війни Католицька церква Нідерландів твердо боролася з нацистською ідеологією — католицькі єпископи виступали проти депортації євреїв, а людей, причетних до депортацій, відлучали від церкви. Кармеліт Титус Брандсма, який боровся з нацизмом і загинув у концтаборі Дахау, був беатифікований 1985 року.
У другій половині XX століття церква в Нідерландах була сильно поляризована між консерваторами і лібералами. Великі суперечки викликав так званий «Голландський катехизис», опублікований за схваленням нідерландських єпископів, але не схвалений Святим Престолом.

## Адміністративний поділ

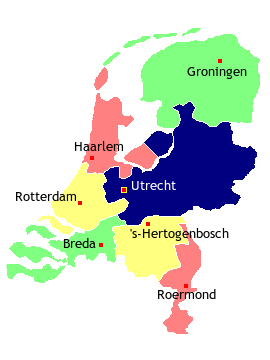
Дієцезії римо-католицької церкви в Нідерландах

Вся територія Нідерландів належить до Утрехтської митрополії, яка включає архідієцезію й шість дієцезій — Бреди, Гронінген-Леуварден, Гарлем-Амстердам, Рурмонд, Роттердам і Гертоґенбос. Крім того, діє військовий ординаріат, який підпорядковується безпосередньо Святому Престолу.

### Статистичні дані
| Дієцезія            | Дієцезія                       | Кількість католиків | Процент від загальної чисельності населення | Кількість священиків | Кількість приходів |
| Утрехт              | Utrecht                        | 829 184             | 21,6 %                                      | 577                  | 336                |
| Бреда               | Breda                          | 482 496             | 43,6 %                                      | 260                  | 103                |
| Гронінген-Леуварден | Groningen-Leeuwarden           | 120 000             | 7,1 %                                       | 49                   | 84                 |
| Гарлем-Амстердам    | Haarlem-Amsterdam              | 530 627             | 19,1 %                                      | 232                  | 165                |
| Рурмонд             | Roermond                       | 1 085 000           | 95,0 %                                      | 820                  | 336                |
| Роттердам           | Rotterdam                      | 579 816             | 16,4 %                                      | 391                  | 154                |
| Хертогенбос         | ’s Hertogenbosch (Bois-le-Duc) | 1 394 382           | 67,5 %                                      | 1 045                | 325                |